# Bruguiera cylindrica
Bruguiera cylindrica  (лат.) — вид двудольных растений рода Бругиера (Bruguiera) семейства Ризофоровые (Rhizophoraceae). Под текущим таксономическим названием был описан немецко-голландским ботаником Карлом Людвигом Блюме в 1827 году.

## Распространение, описание
Распространён в Австралии, Бангладеш, Брунее, Камбодже, Китайской Народной Республике, Индии, Индонезии, Малайзии, на Мальдивах, Филиппинах, Соломоновых Островах, в Мьянме, Папуа — Новой Гвинее, Шри-Ланке, Таиланде и во Вьетнаме. Произрастает вблизи устий рек, на некоторых участках может образовывать чистые заросли.
Дерево высотой до 20 м; встречаются также экземпляры, растущие как кустарники высотой около 1 метра, или небольшие деревья высотой 2—3 м. Кора сероватая. Листья кожистые, жёсткие, размером 6—17 см. Цветки мелкие, с тонкими беловатыми лепестками, собраны в кистевидное соцветие.
Число хромосом — 2n=34.
Bruguiera cylindrica — довольно обычное растение в мангровых лесах. Теневыносливо. Рост дерева замедлен, однако при этом отмечается высокая способность вида к регенерации.

## Значение
Источник прочной древесины. В традиционной медицине кожицу плода используют для остановки кровотечения, а листья применяют для контроля артериального давления. Молодые побеги съедобны, в Таиланде в пищу употребляются также крайние части корней дерева. Кора может использоваться для приготовления специй.

## Замечания по охране
Несмотря на то что в связи с развитием прибрежных районов численность экземпляров растения снижается, вид не имеет угроз к исчезновению согласно данным Международного союза охраны природы.

## Синонимы
Синонимичные названия:
- Bruguiera caryophyllaeoides (J.F. Gmel.) Blume
- Bruguiera caryophylloides (Burm.f.) Blume
- Bruguiera malabarica Arn.
- Rhizophora caryophylloides Burm.f.
- Rhizophora cylindrica L.basionym